# Норт Салтан (Вашингтон)
Норт Салтан (енгл. North Sultan) насељено је место без административног статуса у америчкој савезној држави Вашингтон.

## Демографија
По попису из 2010. године број становника је 264, што је 117 (-30,7%) становника мање него 2000. године.
| Група             | 2000.       | 2010.       |
| Белци             | 368 (96,6%) | 245 (92,8%) |
| Афроамериканци    | 0 (0,0%)    | 1 (0,4%)    |
| Азијати           | 1 (0,3%)    | 3 (1,1%)    |
| Хиспаноамериканци | 1 (0,3%)    | 13 (4,9%)   |
| Укупно            | 381         | 264         |